# Crosby (Missisipi)
Crosby – miasto w Stanach Zjednoczonych, w stanie Missisipi, w hrabstwie Wilkinson.